# (20183) 1997 AD1
1997 أي دي 1 (ويعرف أيضًا باسم (20183) 1997 أي دي 1 وفق تسمية الكوكب الصغير) (بالإنجليزية: 1997 AD1)‏؛ هو كويكب ضمن حزام الكويكبات.
اكتُشف هذا الجُرم الفلكي بواسطة تاكاو كوباياشي في 2 يناير 1997، وترتيبه 20183 من حيث الاكتشاف.

## الوصف
اكتُشف 201831997AD في 2 يناير 1997 في مرصد أويزومي الفلكي، الواقع في أويزومي، محافظة غونما في اليابان، بواسطة عالم الفلك الياباني تاكاو كوباياشي. وقد رصد المشروع 1,810 مشاهدة للكويكب إلى غاية 8 يوليو 2021 بتوقيت منطقة المحيط الهادئ، أي في مدة قدرها 8,929 يومًا (24.5 عام). تستغرق الفترة المدارية للكويكب 1,420 يومًا (3.9 عام).

## الخصائص المدارية
يتميز مدار هذا الكويكب بنصف محور رئيسي يبلغ 2.48 وحدة فلكية، وحضيض قدره 2.06 وحدة فلكية، وانحراف قدره 0.168 وزاوية ميلان 3.98 درجة بالنسبة لمسار الشمس. بسبب هذه الخصائص، أي نصف المحور الرئيسي بين 2 و3.2 وحدة فلكية وحضيض أكبر من 1,666 وحدة فلكية، يُصنف هذا الجُرم الفلكي وفقًا لقاعدة بيانات مختبر الدفع النفاث لأجرام النظام الشمسي الصغيرة كائنًا من حزام الكويكبات الرئيسي.

## وصلات خارجية
- (20183) 1997 AD1 في قاعدة بيانات مختبر الدفع النفاث لأجرام النظام الشمسي الصغيرة

- الاكتشاف · مخطط المدار ·  العناصر المدارية · المعلمات المادية

- (20183) 1997 AD1 على موقع ويكي سكاي: DSS2, SDSS, GALEX, IRAS, Hydrogen α, X-Ray, Astrophoto, Sky Map, Articles and images